# Céline Gros
Céline Gros (28 de enero de 1983) es una deportista francesa que compitió en ciclismo de montaña en la disciplina de campo a través. Ganó 3 medallas en el Campeonato Mundial de Ciclismo de Montaña entre los años 2004 y 2012, y 5 medallas en el Campeonato Europeo de Ciclismo de Montaña entre los años 2000 y 2009.

## Palmarés internacional
| Campeonato Mundial | Campeonato Mundial           | Campeonato Mundial | Campeonato Mundial    |
| Año                | Lugar                        | Medalla            | Competición           |
| ------------------ | ---------------------------- | ------------------ | --------------------- |
| 2004               | Les Gets (Francia)           | Medalla de bronce  | Descenso              |
| 2011               | Champéry (Suiza)             | Medalla de bronce  | Campo a través para 4 |
| 2012               | Leogang/Saalfelden (Austria) | Medalla de bronce  | Campo a través para 4 |
| Campeonato Europeo |                              |                    |                       |
| Año                | Lugar                        | Medalla            | Competición           |
| 2000               | Vars (Francia)               | Medalla de oro     | Dual                  |
| 2000               | Vars (Francia)               | Medalla de bronce  | Descenso              |
| 2007               | Elatojori (Grecia)           | Medalla de plata   | Descenso              |
| 2007               | Elatojori (Grecia)           | Medalla de plata   | Campo a través para 4 |
| 2009               | Ajdovščina (Eslovenia)       | Medalla de bronce  | Descenso              |